# Chasiempis
A Chasiempis a madarak osztályának verébalakúak (Passeriformes) rendjébe és a császárlégykapó-félék (Monarchidae) családjába tartozó nem. Egyes szervezetek a Monarcha nembe sorolják ezeket a fajokat is.

## Rendszerezésük
A nemet Jean Cabanis német ornitológus írta le 1847-ben, az alábbi fajok tartoznak ide:
- Chasiempis sclateri[1] vagy Monarcha sclateri[2]
- Chasiempis ibidis[1] vagy Monarcha ibidis[2]
- hawaii légykapó (Chasiempis sandwichensis[1] vagy Monarcha sandwichensis)[2]